# Lačaves
Lačaves este o localitate din comuna Ormož, Slovenia, cu o populație de 134 de locuitori.